# 1536 en littérature
| Années de la littérature : 1533 - 1534 - 1535 - 1536 - 1537 - 1538 - 1539    |
| Décennies de la littérature : 1500 - 1510 - 1520 - 1530 - 1540 - 1550 - 1560 |

Cet article présente les faits marquants de l'année 1536 en littérature.

## Événements
- 31 décembre : au cours d'une rixe, Étienne Dolet tue un peintre surnommé Compaing qui, prétend-t-il, voulait l’assassiner. Il s'enfuit de Lyon pour aller obtenir le pardon royal à Paris, qu'il obtient le 19 février 1537[1].

## Parutions
- Mars : Christianae religionis institutio, de Jean Calvin est publié à Bâle chez Thomas Platter et Balthasar Lasius. Il est traduit en français par Calvin lui-même et publié en 1541 sous le titre Institution de la religion chrétienne[2],[3].

- Mai :  Étienne Dolet (1509-1546) publie chez l'imprimeur lyonnais Sébastien Gryphe le premier tome de ses Commentarius Linguæ latinæ, des commentaires sur les auteurs antiques et la langue latine[4]. Le deuxième est imprimé en février 1538.

## Naissances
- 2 février : Scévole de Sainte-Marthe, poète français, mort en 1623.
- Vers 1536 :
  - Thomas Sackville de Dorset, poète anglais, mort en 1608.
  - Jean Vauquelin de La Fresnaye, poète français, mort en 1606.

## Décès
- 3 février : Garcia de Resende, poète, chroniqueur, musicien et architecte portugais, né en 1470.
- 12 juillet  : Érasme, humaniste et théologien néerlandais, né le 1469.
- 25 septembre : Jean Second (Johannes Secundus ou Janus Secundus en latin), humaniste et poète érotique néerlandais néo-latin, né le 15 novembre 1511.